# Andrzej Harasimiuk
Andrzej Marian Harasimiuk (ur. 1964) – polski geograf, wykładowca Uniwersytetu Warszawskiego.

## Życiorys
Andrzej Harasimiuk od co najmniej 1990 pracuje na Uniwersytecie Warszawskim. Jest adiunktem w Katedrze Geografii Fizycznej, wcześnie w Instytucie Geografii Fizycznej, Wydziału Geografii i Studiów Regionalnych Uniwersytetu Warszawskiego. Kierownik Laboratorium Analiz Środowiskowych WGiSR UW. W 1997 r. uzyskał stopień doktora nauk o Ziemi w dziedzinie geografii na Uniwersytecie Warszawskim na podstawie pracy Hydrochemiczne aspekty funkcjonowania krajobrazu na przykładzie zlewni Olszanki. W 2014 r. habilitował się na Wydziale Geografii i Studiów Regionalnych UW przedstawiając pracę Funkcjonowanie krajobrazów oligotroficznych.